# گاوگوزن للول
گاوگوزن للول (نام علمی: Alcelaphus buselaphus lelwel) نام یک زیرگونه از گونه گاوگوزن است.